# 버들바구미
버들바구미는 바구미과의 곤충 중 하나이다. 주로 동아시아에서 서식하며, 러시아, 유럽 북미에서도 자주 발견된다.

## 피해
포플러류 식재에 가장 문제가 되는 천공성 해충의 하나로 묘목과 어린 나무에 주로 피해를 준다. 어린 유충은 수피 밑을 둥글게 갉아 먹고 노숙 유충이 되면 목질부 속으로 먹어 들어간다. 어린 유충기에는 피해가 외관으로 나타나지 않으나 점차 성장하면서 톱밥 같은 물질을 배출하여 피해를 끼친다.

## 형태
성충의 체장은 8~10mm이고, 몸은 흑색이거나 흑갈색이다. 등쪽에는 흑색의 인편이 있고 날개 뒷쪽과 몸 아래에는 백색의 인모로 덮혀 있다. 가슴 등쪽의 앞과 중앙에 걸쳐 있는 3개의 돌기와 날개의 3개 간실의 돌기는 흑색 인편으로 덮혀 있고 가슴의 중앙에 융기선이 있다. 날개에는 조잡한 큰 점각열이 있고 머리와 가슴에는 주름 모양의 점각이 있다. 유충의 체장은 10mm 내외이고 유백색이다.

## 생태
연 1회 발생하나 생활 경과가 매우 불규칙하다. 우화시기는 7월 상순~8월 중순이고 우화 최성기는 7월 상·하순이며 성충의 수명은 40일 가량이다. 유충은 목질부에 갱도를 만들고 6월 상순~7월 하순에 번데기가 된다. 번데기 기간은 약 2주이다. 성충은 줄기에서 즙액을 빨아 먹으며 생활하고 수피 속에 산란한다. 4월경에 부화한 유충은 5월 하순부터 6월 상순에 급속히 성장한다.

## 월동
우리나라에서는 대부분 알로 월동하나 유충 또는 성충으로 월동하는 경우도 있다. 알로 월동한 경우 5월에 부화하고 부화 유충은 가는 줄기에서 수피 밑을 환상으로 식해한 후 목질부 중심을 위 방향으로 뚫으면서 산란 부위에서 톱밥을 배출한다.

## 방제
육묘 중인 유령목에서는 성충 활동기에 메프유제 500~1000배액을 10일 간격으로 2~3회 살포한다. 피해목을 발견하는 (4월 하순~ 5월 상순) 즉시 메프유제 50~100배액을 침입공에 주입하고, 7월 하순까지 피해목을 발견하는 대로 잘라 태운다. 혹은 기생성 천적인 좀벌류, 맵시벌류, 기생파리류 등을 보호하거나 나무의 수세를 강하게 해주는 것도 하나의 방제법이다.

## 같이 보기
- 바구미